# Sinteza DNK
Sinteza DNK je proces prirodnog ili umjetnog stvaranja molekula deoksiribonukleinske kiseline. Izrazom sinteze DNK služimo se u ovim kontekstima:
- replikacija DNK – biosinteza DNK (in vivo povećanje DNK)
- polimerazna lančana reakcija – enzimska sinteza DNK (in vitro povećanje DNK)
- umjetna sinteza gena – fizičko stvaranje umjetnih genskih sekvencija